# פ
La pe o phe (פ, pronunciado /p/ o /f/) es la 17.ª letra del hebreo. Equivale a la letra fenicia pe (𐤐).

## Escritura
El nombre hebreo de la letra es פֵּא. Se transcribe como pei o pey, especialmente cuando se usa en yidis.
Al final de las palabras, la forma escrita de esta letra cambia a Pe/Fe Sofit (Pe/Fe final): ף.
| Posición en palabra | Varias fuentes de impresión | Varias fuentes de impresión | Varias fuentes de impresión | Hebreo | Rashi |
| Posición en palabra | Serifa                      | Sans-serif                  | monoespaciado               | Hebreo | Rashi |
| ------------------- | --------------------------- | --------------------------- | --------------------------- | ------ | ----- |
| no final            | פ                           | פ                           | פ                           |        |       |
| final               | ף                           | ף                           | ף                           |        |       |

## Pronunciación
Fonéticamente se representa como p o bien como f, aunque anteriormente se hacía como ɸ. 
La consonante /p/ parece haberse transformado en /f/ en púnico, como hizo en protoárabe. Ciertas romanizaciones del púnico tardío incluyen muchas transcripciones «aspiradas» como ph, th y kh en diversas posiciones (aunque su interpretación no es clara), así como la letra f para la *p original.
El valor sonoro original de pe es una oclusiva bilabial sorda : /p/ ; se conserva este valor en algunas las lenguas semíticas, aunque no en otras como en árabe, donde el sonido /p/ ha cambiado al de una consonante fricativa labiodental sorda /f/ alterando la pronunciación de la letra, así como en hebreo donde también se puede pronunciar como fe por ejemplo a final de palabra. 

### Variaciones
La letra pe es una de las seis letras que pueden recibir el dagesh kal. Los otras cinco son bet, gimel, daleth, kaph y tav.
Hay dos variantes ortográficas de esta letra que indican una pronunciación diferente:
| Nombre | Letra | API | Transcripción | como el sonido |
| ------ | ----- | --- | ------------- | -------------- |
| pe     | פּ     | /p/ | p             | pan            |
| fe     | פ     | /f/ | f             | fan            |

#### Pe con dagesh
Cuando Pe tiene un "punto" en el centro, conocido como dagesh, representa una oclusiva bilabial sorda, /p/. Hay varias reglas en la gramática hebrea que estipulan cuándo y por qué se usa un dagesh.

#### Fe
Cuando Pe aparece sin el punto dagesh en el centro ( פ), entonces generalmente representa una fricativa labiodental sorda /f/.

#### Forma final de Pe/Fe
Cuando una palabra en hebreo moderno tomada prestada de otro idioma termina en /p/ , se utiliza la forma no final (por ejemplo ּפִילִיפ /ˈfilip/ "Philip"), mientras que los préstamos que terminan en /f/  usan la Pe Sofit (por ejemplo, כֵּיף /kef/ "divertido", del árabe). Esto se debe a que las palabras hebreas nativas, que siempre usan la forma final al final, no pueden terminar en /p/.

## Significado
En gematría, Pe representa el número 80. Su forma final representa 800, pero rara vez se usa; en su lugar se usa tav (ת) escrita dos veces (400+400).

### Pe doble

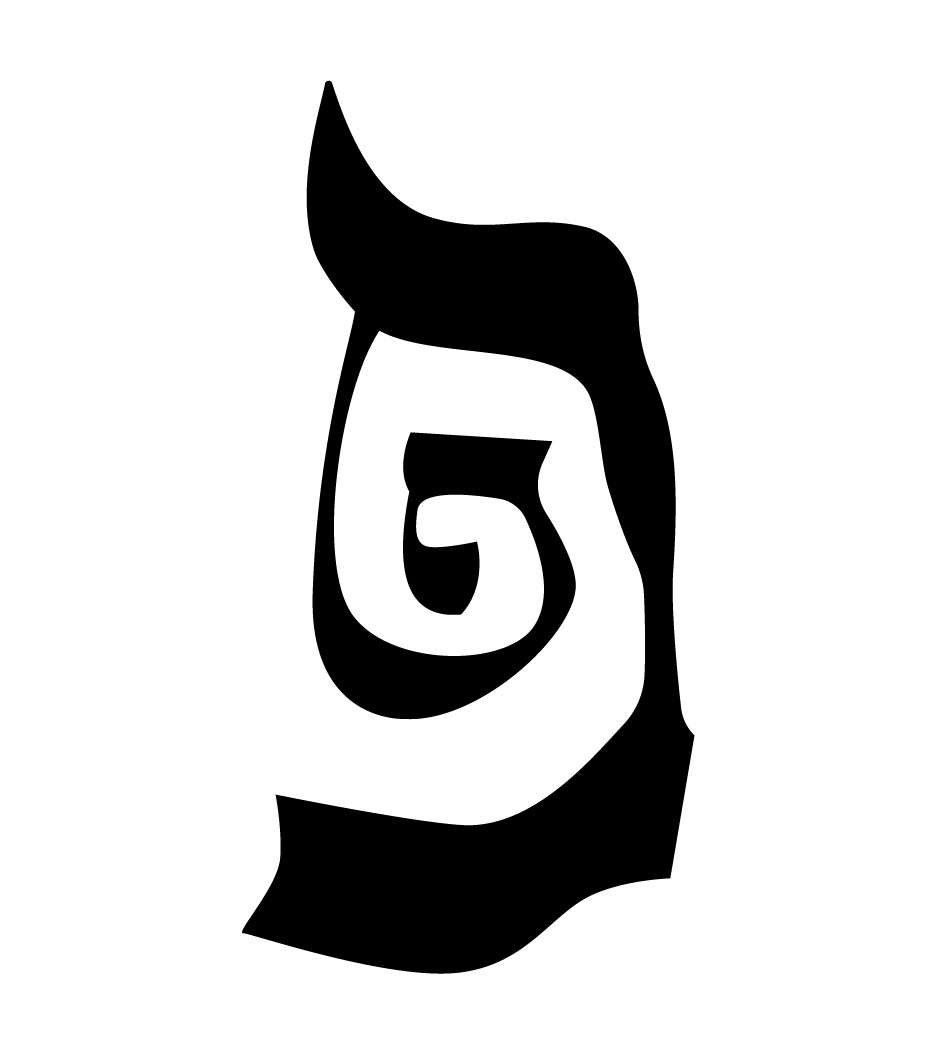
Pe Kefulah / Doble Pe

Una variación curiosa de la letra es pe kefulah (Pe doble), también conocida como Pei Lefufah (Pe envuelta). El Pe Kefulah está escrita como una Pe pequeña dentro de una Pe más grande. Esta letra atípica aparece en algunos rollos de la Torá (con mayor frecuencia en las Torá yemenitas,pero también está presente en las Torá sefardíes y asquenazíes), manuscritos y algunas Biblias hebreas impresas modernas. Cuando el Pe se escribe en forma de Pe duplicado, esto agrega una capa de significado más profundo al texto bíblico. Esta variación de letras puede aparecer tanto en las formas finales como las no finales de Pe.

## Unicode
| Carácter      | פ                | פ                | ף                      | ף                      |
| ------------- | ---------------- | ---------------- | ---------------------- | ---------------------- |
| Unicode       | HEBREW LETTER PE | HEBREW LETTER PE | HEBREW LETTER FINAL PE | HEBREW LETTER FINAL PE |
| Codificación  | decimal          | hex              | decimal                | hex                    |
| Unicode       | 1508             | U+05E4           | 1507                   | U+05E3                 |
| UTF-8         | 215 164          | D7 A4            | 215 163                | D7 A3                  |
| Ref. numérica | &#1508;          | &#x5E4;          | &#1507;                | &#x5E3;                |